# كلبرا
كلبرا (كيفرهويزر) (بالألمانية: Kelbra) هي بلدة ألمانية تقع في ألمانيا في ساكسونيا أنهالت. يقدر عدد سكانها بـ 3,834 نسمة .

## أعلام
- بول كارل